# Sektion Journalistik an der Karl-Marx-Universität Leipzig

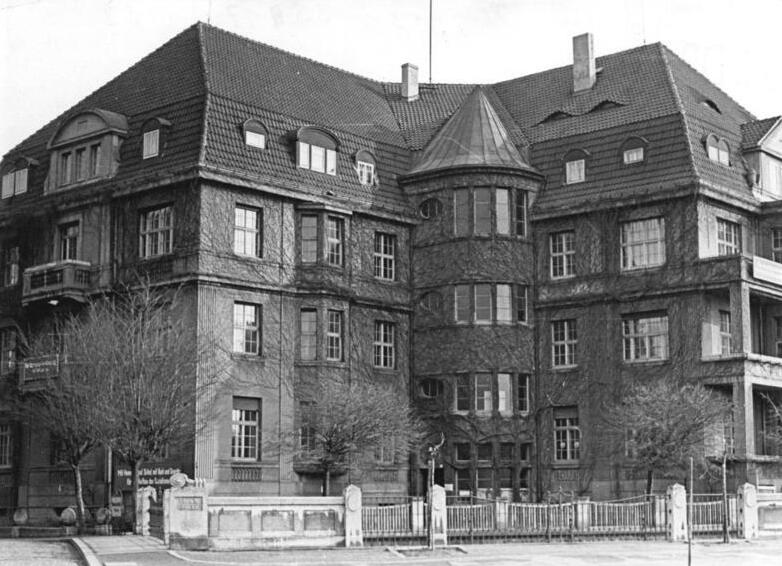
Hauptgebäude der Sektion Journalistik in der Tieckstraße, noch als „Institut für Publizistik und Zeitungswissenschaft“ (1953)

In der Sektion Journalistik an der Karl-Marx-Universität Leipzig wurde der einzige universitäre Studiengang für die Ausbildung zum Journalisten in der DDR angeboten. Die Sektion wurde 1954 unter der Bezeichnung Fakultät für Journalistik gegründet und 1968 in Sektion Journalistik umbenannt. Aufgrund der Bedeutung, die die Partei- und Staatsführung der politisch-ideologischen Ausrichtung der DDR-Journalisten zumaß, unterstand die Sektion Journalistik der direkten Aufsicht der Abteilung Agitation des Zentralkomitees der SED. Umgangssprachlich wurde die Einrichtung als Rotes Kloster bezeichnet. Absolventen des Studienganges Journalistik tragen den akademischen Grad „Diplom-Journalist“. Die Sektion Journalistik in Leipzig wurde nach der Deutschen Wiedervereinigung im Dezember 1990 aufgelöst und durch das Institut für Kommunikations- und Medienwissenschaft ersetzt.

## Geschichte

### Gründung, Organisation und Standorte

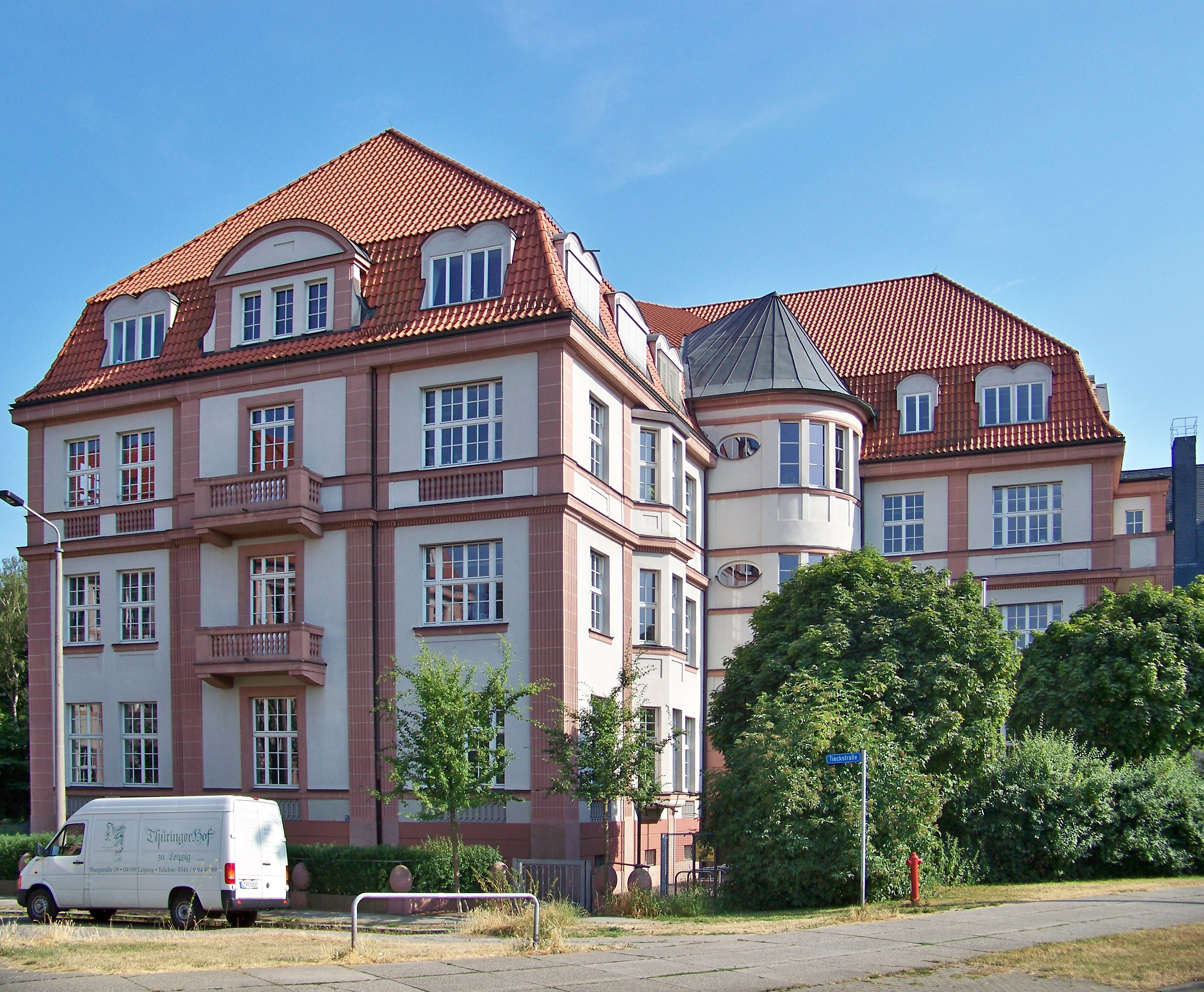
„Rote Villa“ in der Tieckstraße (Zustand 2010), erster Standort der Sektion Journalistik

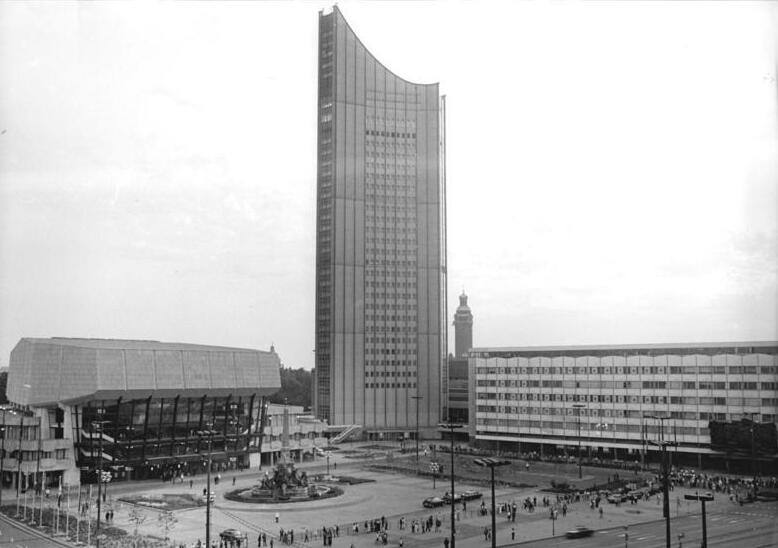
Universitäts-Hochhaus (mittig) am Karl-Marx-Platz (1982), zweiter Standort der Sektion Journalistik

Nach dem Ende des Zweiten Weltkrieges und der Wiedereröffnung der Universitäten in der Sowjetischen Besatzungszone richtete die Sowjetische Militäradministration (SMAD) eine akademische Ausbildung für Journalisten einzig in Leipzig ein. Im August 1951 wurde Wilhelm Eildermann zum Professor an der Universität Leipzig und Direktor des neugeschaffenen Instituts für Journalistik und Zeitungswissenschaft berufen. Eildermann, der vor 1933 Chefredakteur von KPD-Zeitungen und von 1947 bis zu seiner Berufung 1951 Redaktionsleiter des Pressedienstes im ZK der SED, wurde ohne Promotion berufen, was selbst in der DDR der 1950er Jahre an Universitäten ungewöhnlich war. 1954 wurde aus dem Institut offiziell die „Fakultät für Journalistik“, und Hermann Budzislawski übernahm als Dekan die Leitung. 1963 ging die Leitung der Fakultät an Wolfgang Rödel über. Von 1965 bis 1967 folgte darauf das Dekanat von Franz Knipping. Von 1967 bis 1978 war Emil Dusiska Dekan. 1968 wurde die Fakultät in „Sektion Journalistik“ umbenannt. Letzter Direktor der Sektion Journalistik vor der „Wende“ war von 1978 bis 1989 Gerhard Fuchs, der vorher für 15 Jahre Chefredakteur bei den SED-Bezirkszeitungen Das Volk bzw. Freies Wort gewesen war.
1951 bezog die Fakultät für Journalistik eine Villa mit Verkleidungen aus Rochlitzer Porphyrtuff in der Tieckstraße 2–6, südöstlich der Galopprennbahn Scheibenholz. Auf dem Areal zwischen Tieckstraße, Fockestraße und Kurt-Eisner-Straße befanden sich auch Wohnunterkünfte für die Studenten. Später zog die Sektion in das 1972 fertiggestellte Universitäts-Hochhaus ein.

### Zulassung, Studieninhalte und politische Beeinflussung
Zulassungsvoraussetzung war neben dem Abitur ein einjähriges Volontariat in einer Presse-, Hörfunk- oder Fernsehredaktion. Spezifisch für die DDR war die zentrale Vergabe aller Studienplätze und in den 1950ern und 1960ern die Delegation zum Studium durch Volkseigene Betriebe. Beides sorgte dafür, dass nur „politisch zuverlässig“ erscheinende Studienbewerber zugelassen wurden. Eine Parteimitgliedschaft in der SED oder einer der so genannten Blockparteien CDU, LDPD, NDPD oder DBD war bei Bewerbern von Vorteil, aber nicht zwingend. In den 1980er Jahren mussten die Studienbewerber nach dem Volontariat eine einwöchige Aufnahmeprüfung bestehen, die in Bad Saarow stattfand. Von den 100 Dozenten waren 1989 nur drei nicht Mitglied der SED.
Das Studium dauerte vier Jahre. Es war in ein Jahr Grundstudium, zwei Jahre Fachstudium und ein Jahr Spezialstudium eingeteilt. Im Grundstudium standen die „sozialistische Gesellschaftstheorie“ und die Grundlagen des Journalismus im Vordergrund. Im Fachstudium erfolgte die theoretische und praktische Ausbildung, während im Spezialstudium die Fächer der Spezialisierung auf ein bestimmtes Medium folgten. Ziel der sozialistischen Konzeption von Presse war die Verbreitung des Marxismus-Leninismus in alle Teile der Bevölkerung. Offiziell wurde der Journalist von der DDR-Staatspartei wie folgt definiert: „Funktionär der Partei der Arbeiterklasse, einer anderen Blockpartei (bei Mehrparteiensystemen im Sozialismus) bzw. einer gesellschaftlichen Organisation und der sozialistischen Staatsmacht, der mit journalistischen Mitteln an der Leitung ideologischer Prozesse teilnimmt. Er hilft, das Vertrauensverhältnis des Volkes zu Partei und Staat zu festigen. (…) Durch Wort und Bild nimmt er zielgerichtet auf die Herausbildung, Entwicklung und Festigung des sozialistischen Bewusstseins des Volkes Einfluß.“
Da die Planung der Absolventenzahlen nach den Bedarfsplänen der Medien erfolgte, war den Absolventen ein Platz in einer Redaktion so gut wie sicher. Die Zuweisung des Diplom-Journalisten an ihre zukünftigen Arbeitgeber erfolgte durch die Abteilung Agitation im Zentralkomitee der SED (für die Bezirkszeitungen der SED und das Neuen Deutschland) bzw. durch das Presseamt beim Ministerrat der DDR (sonstige Presseorgane). Der einzige andere Weg zum Journalistenberuf in der DDR führte über die Leipziger Fachschule für Journalistik des Verbands der Journalisten der DDR. Die theoretische Ausbildung an dieser eher einer Journalistenschule vergleichbaren Einrichtung übernahmen hauptsächlich Dozenten der Sektion Journalistik.
Die Studenten, Dozenten und anderen Mitarbeiter der Sektion Journalistik standen aus zwei Gründen im Mittelpunkt des Interesses der Staatssicherheit: Einerseits galt es, die Sektion Journalistik und damit die zukünftigen Vertreter des „parteiischen Journalismus“ vor dem befürchteten Einfluss der „politisch-ideologischen Diversion“ abzuschirmen, und möglicherweise „unzuverlässige“ Studenten auszusieben. Andererseits waren Journalisten durch häufige Reisen, Interviews, eine Vielzahl an Kontakten und Einblick in die verschiedensten Lebenswelten ideal als Inoffizielle Mitarbeiter (IM) geeignet. Dazu fanden an der Sektion Journalistik flächendeckend Sichtung und gegebenenfalls Perspektivwerbung von Studenten statt. Das erste Zugriffsrecht hatte dabei die für die Auslandsspionage zuständige Hauptverwaltung A (HVA), die primär Journalisten mit der Aussicht auf Tätigkeit als Reisekader – und damit Reisen in das westliche Ausland – anwarb. Nach MfS-Oberstleutnant Günter Bohnsack, selbst Absolvent der Sektion Journalistik, wurden grundsätzlich alle Studenten an der Sektion durch die HVA erfasst und für den Zugriff durch andere MfS-Diensteinheiten gesperrt. Diese konnten erst dann auf Studenten zugreifen, wenn die HVA eine Werbung nicht durchführen wollte oder konnte. Ein ehemaliger HVA-Führungsoffizier gab 2002 an, dass immer „[z]wei bis drei Leute pro Seminargruppe“ zur Staatssicherheit gehörten, d. h. IM waren. Eine Seminargruppe bestand aus 18 bis 20 Studenten.

### Ende und Nachwirkung
Unter dem Eindruck der friedlichen Revolution in der DDR wurde im November 1989 eine neue Sektionsleitung eingesetzt. Neuer Direktor wurde Günter Raue, vorher Prorektor für Erziehung und Ausbildung. Seine Stellvertreter waren Klaus Preisigke, vorher Lehrstuhlleiter Fernsehjournalistik, und der Medientheoretiker Hans Poerschke. Bei einer Vertrauensabstimmung im Dezember 1989 wurden Raue und Preisigke abgesetzt, die Leitung fiel an Poerschke. Ende 1989 wurde das erste und zweite Studienjahr nach Hause geschickt, um ein neues Lehrprogramm zu erarbeiten. Im Dezember 1990 wurde das Institut abgewickelt.
Zwei Drittel aller DDR-Journalisten haben in Leipzig studiert, von 1954 bis 1990 erhielten mehr als 5000 Absolventen ihr Diplom, davon 3.500 im Direktstudium. Zu den bekannten Absolventen gehören unter anderem die Journalisten Maybrit Illner, Sabine Adler, Victor Grossman, die Fotojournalistin Gabriele Senft, Alexander Osang sowie die Schriftsteller Daniela Dahn und Reiner Kunze.
Zu den Absolventen der Sektion Journalistik, deren berufliches Fortkommen im westdeutschen Medien- und Politikbetrieb durch ihre IM-Tätigkeit erschwert wurde, gehören Dörte Caspary, die 1999 als Parteisprecherin der SPD vorgesehen war, der MDR-Moderator Ingo Dubinski, der allerdings schon vor seinem Studium in Leipzig angeworben wurde, und der ARD-Sportkoordinator Hagen Boßdorf. Nach Boßdorfs Erinnerung sei sein erstes Treffen mit einem Stasi-Mitarbeiter durch einen Lehrbeauftragten der Sektion Journalistik während Boßdorfs Studium arrangiert worden.

## Professoren
Diese Liste enthält die insgesamt 25 ordentlichen und außerordentlichen Professoren an der Fakultät für Journalistik (1954–1968) bzw. Sektion Journalistik (1969–1990) nach dem Professorenkatalog der Universität Leipzig. Personen, die nur einen Lehrauftrag innehatten, sind nicht aufgeführt.
| Name                  | Lebens- daten | Journalistik-Professur                                    | von  | bis  | Promotion     | Habilitation, Ämter und sonstiges                                     |
| --------------------- | ------------- | --------------------------------------------------------- | ---- | ---- | ------------- | --------------------------------------------------------------------- |
| Fritz Beckert         | * 1925        | Pädagogische Psychologie                                  | 1975 | 1990 | 1958 Leipzig  | 1962 Habil. in Leipzig, 1965–1975 Prof. an der TH Karl-Marx-Stadt.    |
| Uwe Boldt             | 1928–2012     | Leitung und Planung im sozialistischen Journalismus       | 1969 | 1990 | 1963 Leipzig  |                                                                       |
| Heinrich Bruhn        | 1913–1986     | Geschichte des Russischen Journalismus                    | 1954 | 1977 | keine         | Prodekan der Fakultät für Journalistik                                |
| Hermann Budzislawski  | 1901–1978     | Geschichte der deutschen Presse                           | 1953 | 1966 | 1923 Tübingen | 1954–1963 Dekan der Fakultät für Journalistik                         |
| Emil Dusiska          | 1914–2002     | Theorie und Praxis des sozialistischen Pressewesens       | 1965 | 1978 | 1965 Berlin   | 1967–1968 Dekan der Fakultät für Journalistik                         |
| Wilhelm Eildermann    | 1897–1988     | Methodik der journalistischen Praxis                      | 1951 | 1957 | keine         | 1954–1957 Prodekan der Fakultät für Journalistik                      |
| Gerhard Fuchs         | 1929–2019     | Journalistischer Arbeitsprozess                           | 1974 | 1990 | 1977 Leipzig  | 1978–1989 Direktor der Sektion Journalistik                           |
| Jürgen Grubitzsch     | * 1937        | Journalistische Methodik                                  | 1988 | 1990 | 1971 Leipzig  |                                                                       |
| Heinz Halbach         | 1930–2014     | Theorie und Methodik des sozialistischen Fachjournalismus | 1977 | 1990 | 1965 Leipzig  | 1977 Prom. B, 1969–1990 Lehrauftrag an der Militärakademie der NVA    |
| Wieland Herzfelde     | 1896–1988     | Soziologie der neueren Literatur                          | 1954 | 1961 | keine         | 1949–1954 Prof. für Soziologie/Literatur an der Universität Leipzig.  |
| Arnold Hoffmann       | 1927–2001     | Journalistische Methodik                                  | 1972 | 1987 | 1963 Leipzig  | 1968–1972 stellv. Sektionsdirektor für Forschung                      |
| Franz Knipping        | 1931–2015     | Zeitgeschichte des deutschen Journalismus                 | 1965 | 1967 | 1961 Leipzig  | 1969 Habil., 1965–1967 Dekan der Fakultät, danach ND                  |
| Werner Michaelis      | 1925–2021     | Stilistik der literarisch-publizistischen Genres          | 1972 | 1986 | 1964 Leipzig  | 1968–1973 Prodekan bzw. stellv. Direktor für Erziehung und Ausbildung |
| Hans Poerschke        | 1937–2025     | Theorie des Journalismus                                  | 1983 | 1990 | 1969 Leipzig  | 1989–1990 stellv. Direktor für Forschung                              |
| Joachim Pötschke      | * 1924        | Stilistik der deutschen Sprache                           | 1977 | 1989 | 1962 Leipzig  | 1965–1968 Prodekan für den wissenschaftlichen Nachwuchs               |
| Klaus Preisigke       | * 1939        | Theorie und Praxis des Fernsehjournalismus                | 1988 | 1990 | 1972 Leipzig  | 1980 Prom. B, 1989 in der Leitung der Sektion                         |
| Günter Raue           | 1938–2015     | Geschichte des Journalismus                               | 1986 | 1990 | 1965 Leipzig  | 1983 Prom. B, 1989–90 Direktor der Sektion Journalistik               |
| Wolfgang Rödel        | 1924–2007     | Rundfunkjournalistik                                      | 1962 | 1987 | 1955 Jena     | 1963–1965 Dekan der Fakultät für Journalistik                         |
| Karl-Heinz Röhr       | * 1935        | Grundlagen der journalistischen Methodik                  | 1986 | 1990 | 1960 Leipzig  | 1977 Prom. B                                                          |
| Arnd Römhild          | 1914–1991     | Pressejournalimus                                         | 1975 | 1980 | 1969 Leipzig  |                                                                       |
| Rolf Schulze          | 1926–2009     | Literarisch-publizistische Genres                         | 1981 | 1990 | 1964 Leipzig  | 1979 Prom. B, 1978–1983 stellv. Direktor für Erziehung und Ausbildung |
| Basil Spiru           | 1898–1969     | Geschichte der Sowjetpresse und der Volksdemokratien      | 1955 | 1958 | 1956 Leipzig  | 1958–1964 Prof. für Geschichte an der Universität Leipzig             |
| Hans Teubner          | 1902–1992     | Theorie und Praxis der Pressearbeit                       | 1957 | 1959 | 1972 Berlin   | 1957–1959 Prodekan der Fakultät für Journalistik                      |
| Hedwig Voegt          | 1903–1988     | Literarische Publizistik und Stilistik                    | 1959 | 1963 | 1952 Jena     | 1961–1963 Prodekan für den wissenschaftlichen Nachwuchs               |
| Wolfgang Wittenbecher | 1926–2005     | Theorie und Praxis des Journalismus                       | 1969 | 1990 | 1966 Leipzig  | 1958–1966 stellv. JW-Chefred., 1974–1989 Chefred. der TPSJ            |